# Inspiral Carpets
Inspiral Carpets — британская инди-рок-группа, образованная в 1983 году в Олдэме (Манчестер, Англия) Грээмом Лэмбертом и Стивеном Холтом, и названная ими в честь местного магазина одежды. Группа исполняла неопсиходелический рок, насыщенный подчеркнуто «старомодным» звучанием клавишных и созвучный гаражному панку 1960-х годов. Inspiral Carpets считаются третьей по значимости группой Madchester-сцены после The Stone Roses и Happy Mondays. Все четыре студийных альбома группы (равно как и сборник Singles) входили в UK Top 20; Life в 1990 году поднялся до 2-го места. Группа официально распалась в 1995 году, собралась вновь в 2001 году и дала серию концертов, которые прошли с аншлагом, после чего выпустила бокс-сет Cool As.
В этом коллективе в качестве "роуди" начинал свою музыкальную карьеру автор песен, вокалист и гитарист британской рок-группы Oasis Ноэл Галлахер.

## Дискография

### Студийные альбомы
- Dung 4 (1989, Cow, кассета)
- Life (1990, Mute, UK Albums Chart #2)
- The Beast Inside (1991, Mute, UK Albums Chart #5)
- Revenge Of The Goldfish (1992, Mute, UK Albums Chart #17)
- Devil Hopping (1994, Mute, UK Albums Chart #10)
- Inspiral Carpets (2014)

### Компиляции
- The Singles (1995) Mute (UK Albums Chart #17)
- Radio 1 Sessions (1996, Strange Fruit)
- Cool As (2003, Mute, UK Albums Chart #65)
- Greatest Hits (2003, Mute)
- Keep the Circle (2007, iTunes)

### Синглы
- 1988 Planecrash
- 1989 Trainsurfing
- 1989 Joe
- 1989 Find Out Why (#90 UK)
- 1989 Move (#49)
- 1990 Commercial Reign
- 1990 This Is How It Feels (#14)
- 1990 She Comes in the Fall (#27)
- 1990 Island Head EP (#21)
- 1991Caravan (#30)
- 1991Please be Cruel (#50)
- 1992 Dragging Me Down (#12)
- 1992 Two Worlds Collide (#32)
- 1992 Generations (#28)
- 1992 Bitches Brew (#36)
- 1993 How it Should Be (#49)
- 1994 Saturn 5 (#20)
- 1994 I Want You (#18)
- 1994 Uniform (#51)
- 1995 Joe (#37)
- 2003 Come Back Tomorrow (#43)